# 유키 고세이
유키 고세이(結木 滉星, 1994년 12월 10일~)는 일본의 배우이다. 2012년 배우로 데뷔했고 현재 스타더스트 프로모션 제작2부서에 소속되어 있다.

## 개인사
동생 미토마 가오루는 배우로 활동하고 있는 고세이와 달리 축구 선수로 활동하고 있다.

## 출연작

### TV 드라마
- 2018년 ~ 2019년 쾌도전대 루팡레인저 vs. 경찰전대 패트레인저 - 아사카 케이이치로 / 패트렌 1호 역

## 영화
- 쾌도전대 루팡레인저 VS 경찰전대 패트레인저 en film - 아사카 케이이치로 / 패트렌 1호 역
- 기사룡전대 류소우저 VS 루팡레인저 VS 패트레인저 - 아사카 케이이치로 / 패트렌 1호